# レスター・デル・レイ
レスター・デル・レイ（Lester del Rey, 1915年6月2日 - 1993年5月10日）はアメリカのSF作家、編集者。ミネソタ州生まれ。妻はSF編集者のジュディ・リン・デル・レイ。SF編集者としては、（1960年代当時）先鋭的であったジュディス・メリルと比較すれば勿論のこと、ドナルド・ウォルハイムらと比べても保守的であった。妻と共にデル・レイ・ブックスを設立。
作家としては、原子力を扱った長編『神経線維』Nerves、ロボットものの短編「愛しのヘレン」Helen o'loyが代表作とされる。『神経線維』の元となった短編（同題）は1942年にアスタウンディング誌に掲載され、読者の人気投票で100%の票を得るという大絶賛を浴びた。「愛しのヘレン」はロボットものの古典に数えられている。ノンフィクションの著作もある。ジュブナイルSFを得意とした。名前は「レスター・デル・リー」「レスター・デル・リイ」とも表記される。

## 経歴
デル・レイがパルプ・マガジンで小説を発表し始めたのは1930年代末のことで、「SF黄金時代」の始まりとほぼ同じころである。彼は当時のSF界をリードしていたアスタウンディング誌とその編集長ジョン・W・キャンベルと深い関係があった。1950年代には少年向けのSF小説において、ロバート・A・ハインラインやアンドレ・ノートンと並び称される地位を築いていた。このころ、彼はエリック・ヴァン・リンというペンネームも使っている。
売れないころデル・レイはニューヨークのレストラン (White Tower) でコックとして働いていた。1945年に2番目の妻ヘレンと結婚すると、この仕事を辞めて専業作家になった。1947年のワールドコンでスコット・メレディスと出会い、スコット・メレディスの文芸エージェントの会社でマネージャとして働くと同時に、作家が送ってくる原稿を読む役目を担うようになった。
その後彼はいくつかのパルプ・マガジンの編集者として働き、単行本出版社でも働いた。1952年から1953年に彼が編集したパルプ・マガジンとしては、Space SF、Fantasy Fiction、Science Fiction Adventures（Philip St. John 名義）、Rocket Stories（Wade Kaempfert 名義）、Fantasy Fiction（Cameron Hall 名義）がある。編集者として最も成功したのは最後の妻ジュディ・リンと共にバランタイン・ブックスで働いていたときで、そこでSF専門のインプリントであるデル・レイ・ブックスを1977年に立ち上げた。
1957年、デーモン・ナイトと共にアマチュア雑誌 Science Fiction Forum を共同編集した。この雑誌内のシンボリズムについての論争の結果、ジェイムズ・ブリッシュの短編「コモン・タイム」（1人の男がハムサンドイッチを食べる話）の分析を書くというナイトの挑戦をデル・レイが受け入れた。
SFが文学のジャンルとして成長し学校でも教えられるようになると、デル・レイはその流れと戦った。彼は、このジャンルに興味を持っている学者らは「私のゲットーから出て行く」べきだと述べた。デル・レイはまた、「SFを発展させるにはその批評をいわゆる主流文学の観点ですべきではないし、主流文学の価値観で良し悪しを判断すべきではない。主流文学の価値観にはめられたら、これまでSFが行ってきた選択の自由は消え去るだろう。それらは一般的には良くない選択だが、SFの発展には必要である」と述べている。
デル・レイはニューヨークに実在した Trap Door Spiders という文士の集まりの一員で、それがアイザック・アシモフの作った架空の黒後家蜘蛛の会の元になった。アシモフの小説では、作家のイマニュエル・ルービンがデル・レイをモデルとしたキャラクターである。

### 受賞歴
- 1972年: E・E・スミス記念賞（スカイラーク賞）
- 1985年: Balrog Special Award（ローカス誌において読者投票で選出されるファンタジーの賞）
- 1990年: グランド・マスター賞（アメリカSFファンタジー作家協会）[11]

## 本名について
デル・レイはしばしば自分の本名はラモン・フェリペ・アルバレス・デル・レイ (Ramon Felipe Alvarez-del Rey) またはラモン・フェリペ・サン・ファン・マリオ・シルボ・エンリコ・スミス・ハートコート・ブレース・シエラ・イ・アルバレス・デル・レイ・イ・デ・ロス・ウエルデス (Ramon Felipe San Juan Mario Silvio Enrico Smith Heartcourt-Brace Sierra y Alvarez del Rey y de los Uerdes)だと称していた。また1935年に自動車事故で家族ほぼ全員が死んだとも主張していた。しかし、彼の妹によれば本名はレナード・ナップ (Leonard Knapp) で、1935年の事故で死んだのは彼の最初の妻だけで、両親や兄弟姉妹はその事故で死んだわけではないという。

## 邦訳作品リスト

### 長編
- 『火星号不時着』（Marooned on Mars）　1951年
  - 福島正実訳、石泉社/銀河書房　少年少女科学小説選集6　1956年
  - 福島正実訳、新紀元社　宇宙小説集1　1959年
  - 福島正実訳、新紀元社　パイオニアシリーズ12　1964年
- 『海底大陸アトランチス』（Attack from Atlantis）　1953年
  - 内田庶訳、石泉社/銀河書房　少年少女科学小説選集10　1956年
- 『謎の大陸アトランティス』（Attack from Atlantis）　1953年
  - 内田庶訳、角川文庫SFジュブナイル20　1968年
- 『人工衛星第一号』（Step to stars）　1954年
  - 富岡敏夫訳　石泉社/銀河書房　少年少女科学小説選集21　1956年
- 『タイム・トンネルの冒険』（Tunnel through time）　1960年
  - 白木茂訳、角川文庫SFジュブナイル8　1976年
- 『神経線維』（Nerves）　1956年　（ただし短編版は1942年）
  - 林克巳訳　ハヤカワ・SF・シリーズ3014　1959年
- 『逃げたロボット』（The Runaway Robot）　1956年
  - 中尾明訳、岩崎書店　エスエフ世界の名作10　1967年
  - 中尾明訳、岩崎書店　SFこども図書館10　1976年
  - 中尾明訳、岩崎書店　冒険ファンタジー名作選15　2004年

### 短編
- 愛しのヘレン (Helen o'loy) 1938年 
  - 早川書房『世界SF全集32』、講談社『人間を超えるもの -海外SF傑作選-』などに収録
- いこいのみぎわ (The Still Waters) 1955年 
  - 新潮文庫『スペースマン』に収録
- 地球から離れられぬ男 (Earthblood) 1963年 
  - 講談社『ミニミニSF傑作展』に収録
- 夕べの祈り (Evensong) 1967年 
  - 早川書房『危険なビジョン』に収録
- 炎の十字架(Cross of Fire) 1969年 
  - 原書房『吸血鬼伝説 ドラキュラの末裔たち』に収録